# Hygienebeauftragter
Der Hygienebeauftragte (HB) ist ein interner Dienstleister, der in Organisationen und Einrichtungen als Multiplikator und Berater zu hygienerelevanten Themen fungiert.
Hygienebeauftragte sind in der Lebensmittel- und Pharmaindustrie, in Krankenhäusern, Wäschereien, Pflegeeinrichtungen, Kinder- und Altenheimen sowie in Schulen und Kindertagesstätten beschäftigt. Dort sind sie Teil des jeweiligen Qualitätssicherungssystems. Die Stellung eines Hygienebeauftragten ist keine leitende Position, sondern eine der Leitung zugeordnete Stabsstelle.

## Aufgaben im Gesundheitswesen
Zu den Aufgaben von Hygienebeauftragten im Gesundheitswesen gehört vor allem die Infektionsprävention. Dazu erstellen sie Hygiene- und Desinfektionspläne, übernehmen die Planung und Durchführung interner Schulungen und begleiten Kollegen bei Zertifizierungs-Audits. Hygienebeauftragte kennen die Besonderheiten im Umgang mit verschiedenen Infektionserregern, beispielsweise dem methicillinresistenten Staphylococcus aureus (MRSA). Außerdem beraten Hygienebeauftragte bei der Auswahl von hygienischen Verbrauchsmaterial, wie z. B. Einweghandschuhen, oder anderer hygienerelevanter Anschaffungen.
Daneben wirken sie unter anderem auch bei der Erfassung und Dokumentation von nosokomialen Infektionen mit. Die genaue Datenübermittlung an das Robert Koch-Institut wird jedoch durch eine gesonderte Unterweisung vermittelt. Außerdem unterstützen Hygienebeauftragte beim sogenannten Krankenhaus-Infektions-Surveillance-System (KISS).

### Beschäftigungsmöglichkeiten
Für Hygienebeauftragte gibt es verschiedene Beschäftigungsmöglichkeiten im gesamten Gesundheits- und Sozialwesen, insbesondere in der Gesundheits- und Krankenpflege. Sie werden vor allem in Krankenhäusern, Pflegeeinrichtungen und Arztpraxen beschäftigt. Aber auch in Gesundheitsämtern, Schulen und Kindertagesstätten werden Hygienebeauftragte mit den Schwerpunkten Gesundheitsförderung und Infektionsprävention benötigt.

## Aufgaben in der Lebensmittelbranche
Die Arbeit von Hygienebeauftragten in der Lebensmittelindustrie dienen der Lebensmittelsicherheit. Sie erstellen ein Hazard-Analysis-and-Critical-Control-Points-Konzept (HACCP) und unterstützen die Umsetzung. Außerdem organisieren sie Hygieneschulungen nach DIN 10514 und führen die verpflichtende jährliche Belehrung nach § 43   Infektionsschutzgesetz (IfSG) durch.
Unter Mitwirkung der Hygienebeauftragten werden bereichsspezifische Hygienepläne erstellt und die dafür nötigen Verbrauchsmaterialien ausgewählt.

### Beschäftigungsmöglichkeiten
Ausgebildete Hygienebeauftragte finden Einsatz in der gesamten Lebensmittelbranche. Sie sind mitverantwortlich für die Lebensmittelsicherheit besonders in der Fleischverarbeitung, der milchverarbeitenden Industrie, im Backwaren-Sektor und Lebensmittelhandel.

## Aufgaben eines Hygienebeauftragten in der Pharmabranche
In der Pharmabranche werden Hygienebeauftragte eingesetzt, um die Einhaltung der nationalen und internationalen Vorgaben für die Produktion von Pharmaprodukten zu unterstützen. Die Hygienebeauftragten kennen die Vorgaben zur Good Manufacturing Practice (GMP) für die einzelnen Produktionsabschnitte und unterstützen bei der Sicherstellung der Reinraumbedingungen.
Sie wirken bei der Erstellung von Standard Operating Procedures (SOP) mit, wie bei der Umsetzung von Corrective And Preventive Action (CAPA).
Sie begleiten produktionsverantwortliche Kollegen bei Zertifizierungs-Audits und überwachen die Umsetzung von Hygieneplänen. Außerdem können Hygienebeauftragte in der Pharmaindustrie die Schulung von Mitarbeitern zum Thema Hygiene übernehmen.

### Beschäftigungsmöglichkeiten
In der gesamten Pharmabranche werden Hygienebeauftragte eingesetzt. Sie finden Beschäftigungsmöglichkeiten in der pharmazeutischen Industrie, der Medizintechnik, bei Apotheken mit Herstellerlaubnis und Zulieferern.

## Weiterbildung
Die Weiterbildung zum Hygienebeauftragten wird durch interne Vorschriften der Weiterbildungsträger geregelt. Je nach Anbieter variiert die Weiterbildungsdauer, welche in Teilzeit-, Block- oder Fernunterricht durchgeführt wird. Fortbildung zur ISO 22000 und anderer privatwirtschaftlicher Standards ähnlichen Inhalts wie z. B. IFS (International Featured Standard) des deutschen und französischen Einzelhandelsverbands,  des British Retail Consortiums, Q&S, GlobalGAP, EFSIS etc. Alle Standards und Normen fordern das gesetzlich vorgeschriebene HACCP-Konzept [vgl. VO(EG)852/2004 ff. (EU-Hygienepaket)].